# Julio Nieto Bernal
Julio Nieto Bernal (Bucaramanga, 13 de abril de 1935-Bogotá, 31 de diciembre de 2008) fue un periodista colombiano, considerado como una de las 'leyendas' de la radio en ese país.

## Biografía
Estudió Bachillerato en el Colegio Santander de su ciudad, se graduó de abogado en la Universidad Javeriana de Bogotá en 1957, con la tesis "Aspectos Jurídicos de la Radiodifusión Colombiana", y se especializó en Desarrollo Económico en la Universidad de Vanderbilt (Nashville, Tennessee) en 1964 con el proyecto de trabajo: "Desarrollo Urbano e Industrial en Santander". Complementó sus estudios en medios masivos de Comunicación en la Universidad de Brandeis (Massachusetts), en la Universidad de Loyola (Luisiana) y en la Universidad de Stanford (California). Combinó su actividad profesional, entre el ejercicio del periodismo en los diferentes medios en su país natal, Colombia, durante 50 años, con el servicio público, la docencia y la consultoría gerencial. 
Sus inicios en el periodismo ocurrieron en la década de 1950 en las carreras de hípica. Desde entonces trabajó en varios medios de comunicación, destacándose en RCN Radio, y en Caracol Radio donde fue uno de los pioneros del programa matutino 6 AM en 1979. También trabajó para los diarios El Espectador y la República. Fue creador de los programas radiales "Monitor" y "Pase la Tarde con Caracol", el primero de ellos ganador del Premio Ondas de la Radio Iberoamericana en 1962. Durante el gobierno del presidente Belisario Betancourt, a comienzos de los década de 1980, Julio Nieto Bernal fue director del Instituto Colombiano del Deporte (Coldeportes). También fue Ministro Consejero de la Embajada de Colombia en Argentina en 1971, Secretario de Gobierno de Bogotá en 1982 y Secretario de Prensa en el Gobierno del presidente Misael Pastrana en 1970.
De los últimos trabajos que realizó estaba en el área de cultura y entretenimiento, como director del noticiero de televisión Telepaís, emitido en el Canal Uno, además de conductor de programas periodísticos "Línea de Noche" y "Forjadores de la Cultura" en el Canal Uno. Realizó 25 cortometrajes cinematográficos entre ellos "Infancia". Fue profesor de humanidades en el Colegio de Estudios Superiores de Administración CESA, de mediológica en la Universidad del Rosario, de énfasis radial en la Universidad Sergio Arboleda y en sus últimos días era docente en la Escuela de Administración de Negocios EAN.
Recibió el galardón del Premio Nacional de Ciencia Alejandro Angel Escobar, La Cruz del Mérito Industrial por su trabajos sobre Economía de la Productividad y el Premio Simón Bolívar "Vida y Obra de un Periodista" recibido en septiembre de 2001. Recibió también la Orden al Mérito de la República Federal de Alemania y la Orden Isabel la Católica del Estado español. Su fallecimiento se produjo por un paro cardíaco en su residencia ubicada al norte de Bogotá, la noche del 31 de diciembre de 2008, a los 73 años de edad. Es considerado como el Gran Maestro de la Radio Colombiana y entre sus alumnos se encuentran sus dos hijos, Andrés Nieto Molina y Alejandro Nieto Molina, hoy dedicados a seguir sus pasos en el mundo radiofónico.

## Publicaciones
- Aspectos jurídicos de la radiodifusión colombiana (1957)
- Claves para un país moderno: teoría y práctica de la productividad (1964)
- Productividad y abundancia: incorporación de la productividad a la vida colombiana (1966)
- Compañía ilimitada: reportaje a los grandes grupos económicos (1997)
- Magnates en crisis: lo bueno, lo malo y lo feo del capitalismo salvaje (2003)